# 寶馬迷你
寶馬迷你（MINI，或者BMW MINI）是英國的微型車品牌，現在隸屬於德國BMW旗下的子公司。迷你最早起源自「Morris Mini-Minor」之名所為人熟知的特定車款，該車款是由英國汽車公司（BMC）在1959年推出，之後發展成為一個旗下有多款小型汽車的品牌，包括Clubman、Traveller和Moke。
後繼車款的開發工作從1995年就已經開始，新一代的迷你在2001年正式推出（在英文商標中以全部大寫字母MINI表現，以和舊品牌做出區隔）。新迷你的款式從核心的兩門掀背/硬頂車擴展至Clubman（小型箱型車）、敞篷車和Countryman（跨界休旅車）。
迷你掀背/硬頂車、Clubman和敞篷車款是在英國牛津車廠（Plant Oxford）組裝，Countryman則是在奧地利的麦格纳斯太尔（Magna Steyr）車廠組裝。
迷你品牌在歷史上曾有許多擁有者。1966年英國汽車公司變更成為英國汽車控股（British Motor Holdings），1968年英國汽車控股和利蘭汽車（Leyland Motors）合併成為英國利蘭（British Leyland）。1980年代英國利蘭公司關閉，1988年路華集團（Rover Group）和迷你品牌被英國宇航買下。接著在1994年寶馬（BMW）買下路華集團。2000年路華集團被寶馬裁撤，迷你品牌則改歸寶馬公司所有。
MINI電動车型在中国大陆是与长城汽车的合资公司光束汽车张家港工厂生产，預計英國的產線將會於2024年重新開啟並加大量能。

## 車款

### 经典迷你（1959年－2000年）

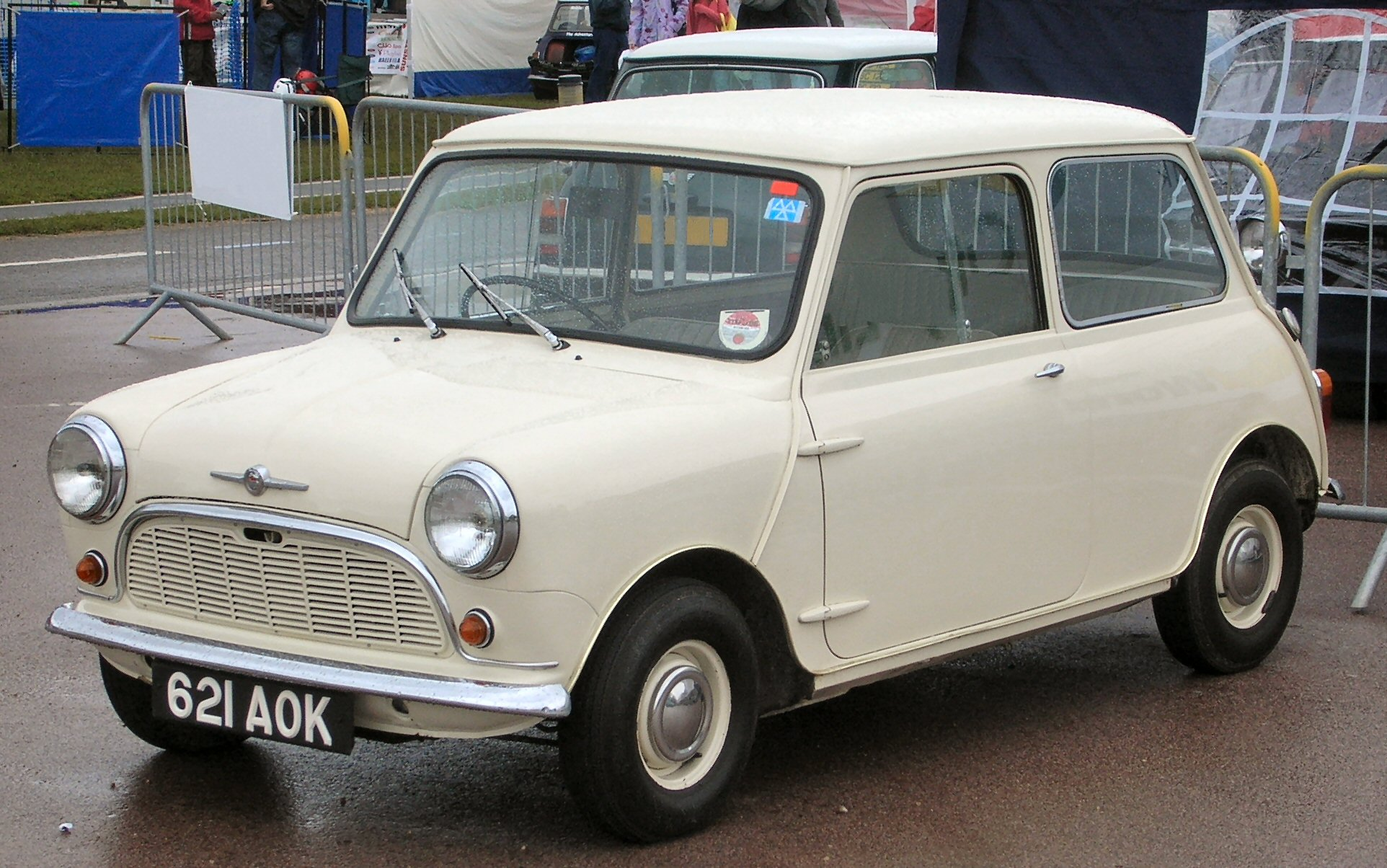
1959年的Morris Mini-Minor

原始的兩門迷你是指在1959年至2000年間由英國汽車公司（BMC）生產的小型車以及其他的繼承車款。它被認為是1960年代的重要標記之一，其前輪驅動、高效利用空間的配置概念（讓汽車80%的底盤面積可供乘客和行李使用），為後來的汽車設計工業帶來了深遠的影響。迷你在某些方面被認為是德國福斯公司金龜車（Volkswagen Beetle）的英國版本，兩款車型都在北美地區受到同樣程度的歡迎。1999年，迷你在世纪之车票選的影響力項目中獲得第二名，僅次於福特T型车。
這款獨特的兩門汽車是由亞力·伊西戈尼斯爵士（Sir Alec Issigonis）為了英國汽車公司設計。此車款曾在多處地方生產，包括英格蘭的長橋（Longbridge）及考力（Cowley）車廠，以及位於澳洲雪梨維多利亞公園/斯特蘭的澳洲英國汽車公司工廠，之後也在西班牙（Authi）、比利時、智利、義大利（Innocenti）、葡萄牙、南非、匈牙利、烏拉圭和委內瑞拉等多國製造。Mini Mark I在英國有三次主要的改款：分別是Mark II、Clubman和Makr III。在這些主要改款之間還推出了許多其他車型，包括了旅行車（station wagon）、貨卡車、廂型車和「Mini Moke（一種類似吉普車的款式）。「Mini Cooper」和「Mini Cooper S」則是性能較佳的版本，在拉力赛中獲得成功，並曾在1964年至1967年間贏得四次蒙特卡洛拉力賽，雖然1966年迷你和其他六台英國車輛在完成賽事後被取消資格，其中包括前四名抵達終點的車輛，這個爭議性判決的原因是主辦單位認為這些車輛使用了非法的大燈組合。迷你最初是在奧斯汀（Austin）和莫里斯（Morris）廠牌下銷售，直到迷你在1969年成為獨立的品牌。在1980年代迷你曾經再次成為奧斯汀下的品牌。

### 第一代宝马迷你（2001年－2006年）
迷你COOPER是很多人心目中的經典車型，受到了很多年輕時髦男女的追捧。迷你的外形小巧中又帶點犀利，內飾時尚之外又有點復古，在豔麗的外表下面，又擁有強大的動力和靈活的操控性。可以說，MINI COOPER是不局限年齡和身份的高級微型車。
當中以亨利博士的 Mini Cooper S R53 迷你小鋼炮最為人所知。配有 Supercharger 機械增壓的 1.6L 引擎，配上巧妙的重心分佈及適當的軸距和輪距，令這部呆頭呆腦可愛模樣的小車成為香港公路上令人聞風喪膽，能和超跑奔馳的超高性能小鋼炮。

### Mini Hatch/Hardtop（2001年－2006年）

#### Mini Convertible（2005年－2008年）
寶馬車廠於 2005 - 2008 年期間推出代號 R52 的開蓬版本。
名人車主包括偉豪及其夫人。

### 第二代宝马迷你（2006年－）

#### Mini Hatch/Hardtop Mk II（2006年－）

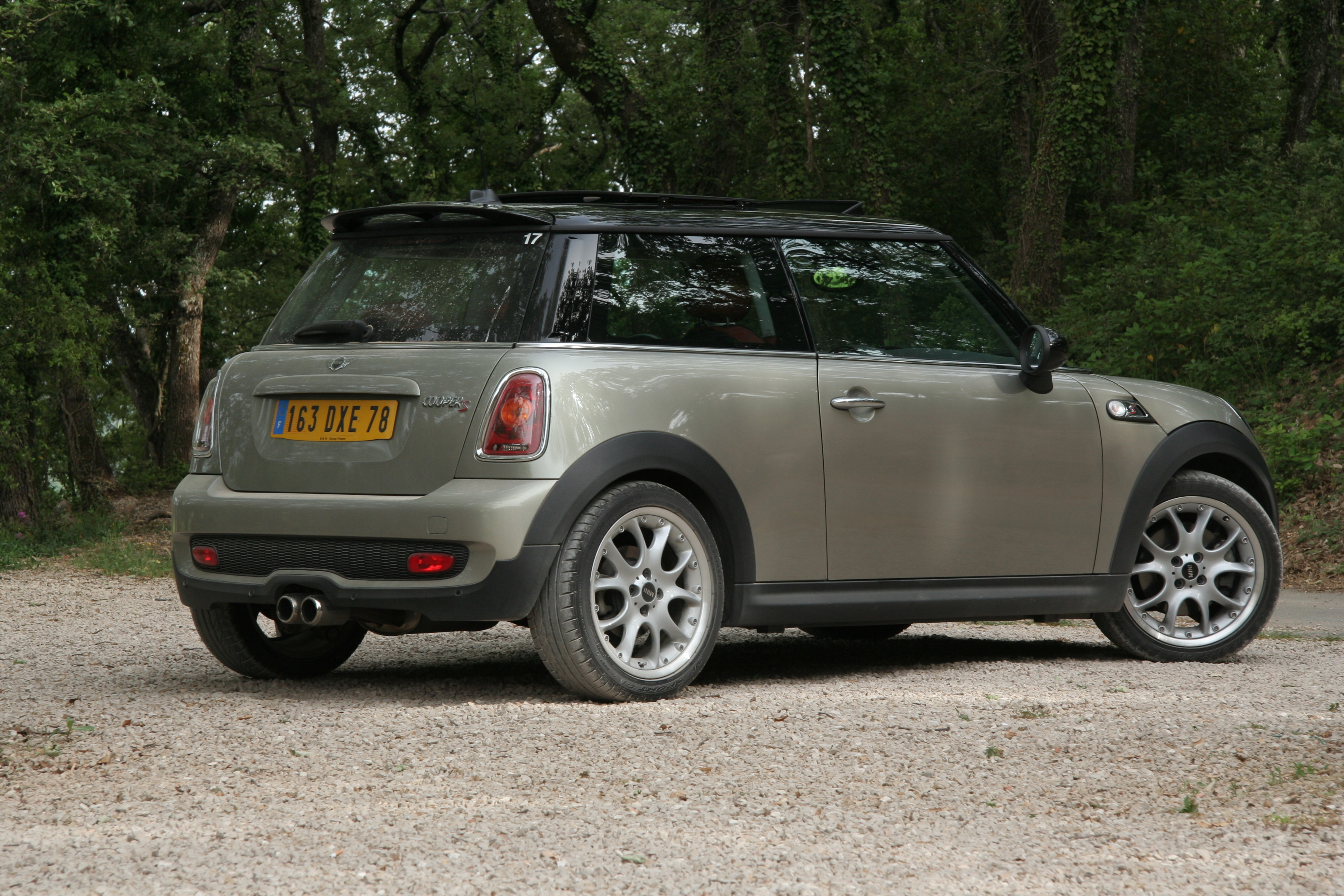
Mini Cooper S（2007年後車款）

2007年迷你推出了全新第二代的硬頂/掀背車款，在重新設計後的平台（platform）上結合了許多外觀、工程和性能上的變更。它使用了「Prince」引擎，引擎的架構是和标致雪铁龙集团共享，是為了達到降低成本和節省油耗而設計。這個引擎是由寶馬位於英國華威郡的工廠生產。引擎的開發工程是由位於英格蘭的寶馬集團英國引擎工程（BMW Group UK Engineering）、德國慕尼黑寶馬集團總部，和其他第三方外部廠商共同負責。

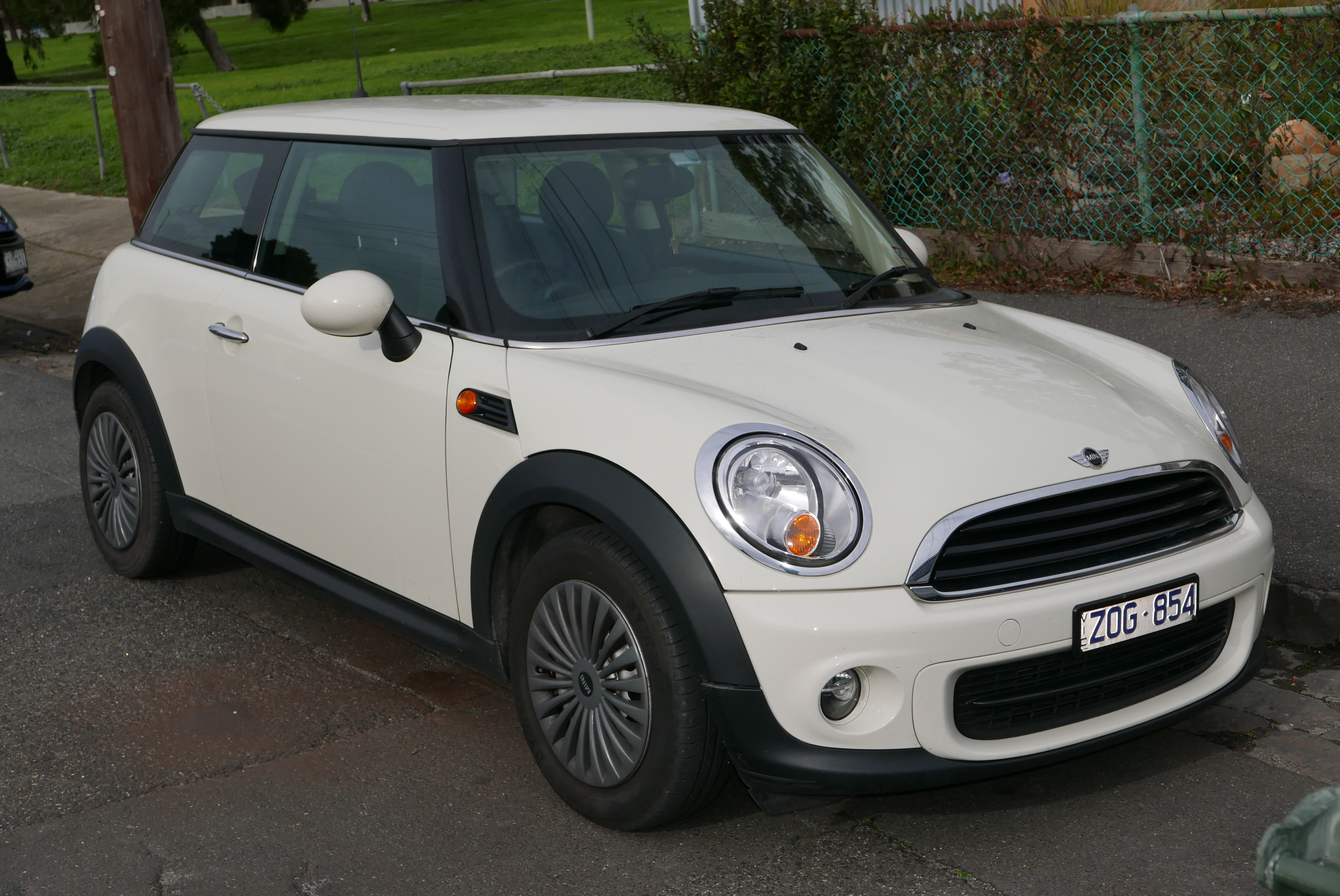
宝马MINI

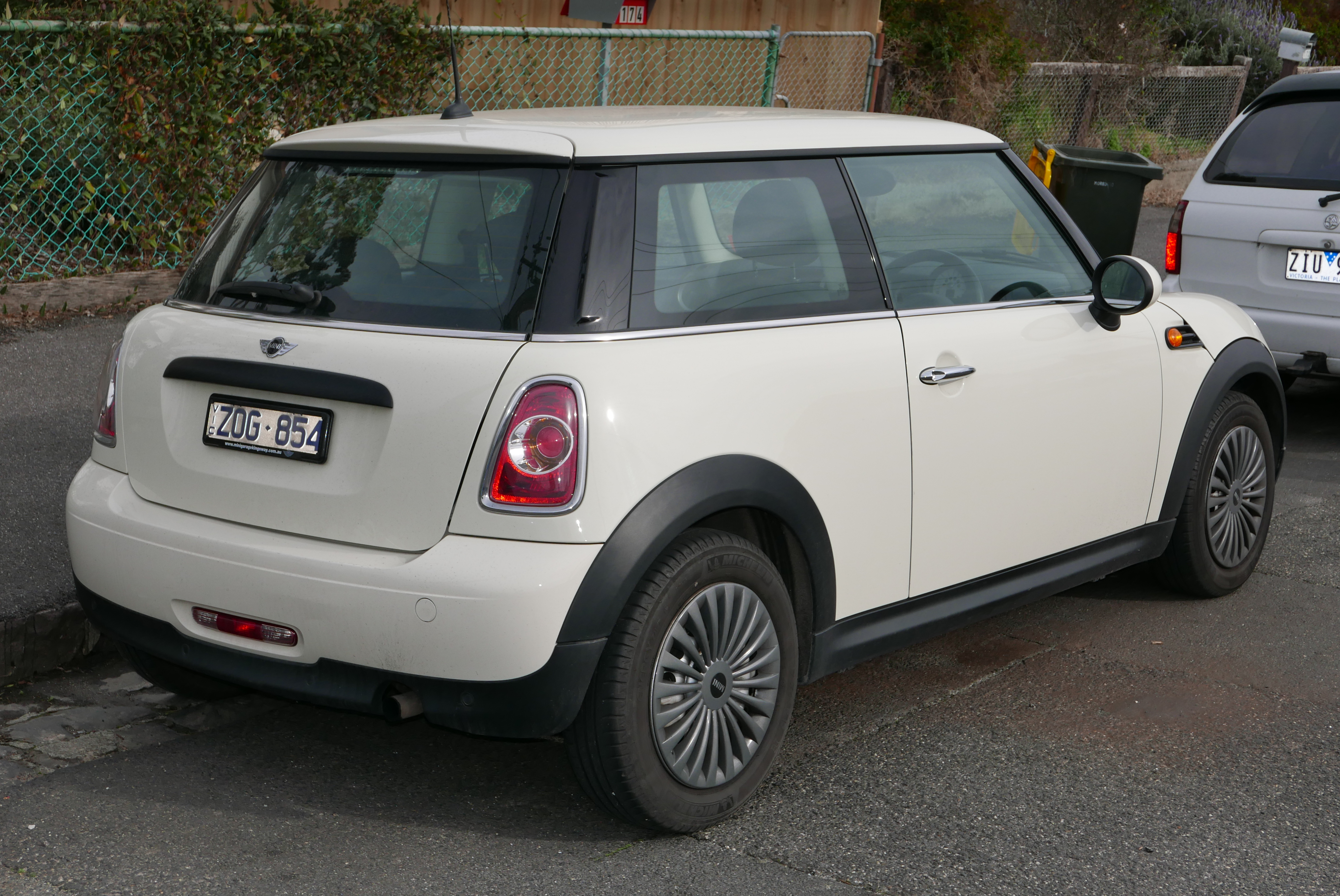
宝马MINI侧后

這台被稱為「Mk II Mini」（與舊款迷你的「Mark」編號規則呼應）的掀背車款（美國稱為硬頂（Hardtop）車款）在2006年11月推出（最初被稱為R56），共有Cooper和Cooper S兩種車型；接著在2007年推出第三種Mk II Mini One車型。2007年4月則推出首款以柴油作為燃料的迷你，稱為Cooper D，之後在2011年1月推出了稱為Cooper SD的加強版2.0柴油引擎款。
雖然Mk II系列有著與前款迷你近似的外觀，但每一個零件和細節都與之前完全不同。為了配合新的安全規範，車身總長增加了60mm，車身前端也有提高，轉向燈也納入車頭燈的燈室空間中。新款的頭燈固定於車體框架上，而非如同舊版是連接在引擎蓋上，因此開啟引擎蓋時頭燈不會隨之掀起。新款車有著重新設計過的水箱罩和更大的尾燈。為了與市面上的舊款車有著相同性質的外觀，Cooper S保留了引擎蓋的進氣口，但由於中央冷卻器（intercooler）已移至引擎前方，因此新款的進氣口只有單純的裝飾作用。C柱也不再有玻璃包覆，並重新設計外型以取得更佳的空气动力学表現。此外，新Cooper S不再將電瓶設置在後行李箱底板下，而改裝在前方引擎蓋下。由於舊車款被批評後座腿部空間過小，因此新款迷你將前座椅背挖空，讓後座乘客能有較大的腿部空間。此外也用了引擎啓動按鈕取代原有的鑰匙發動，如有選配「接近開啟」功能，車門會在鑰匙接近車體時自動解鎖。

#### Mini Clubman（代號F54）（2015年－2024年）

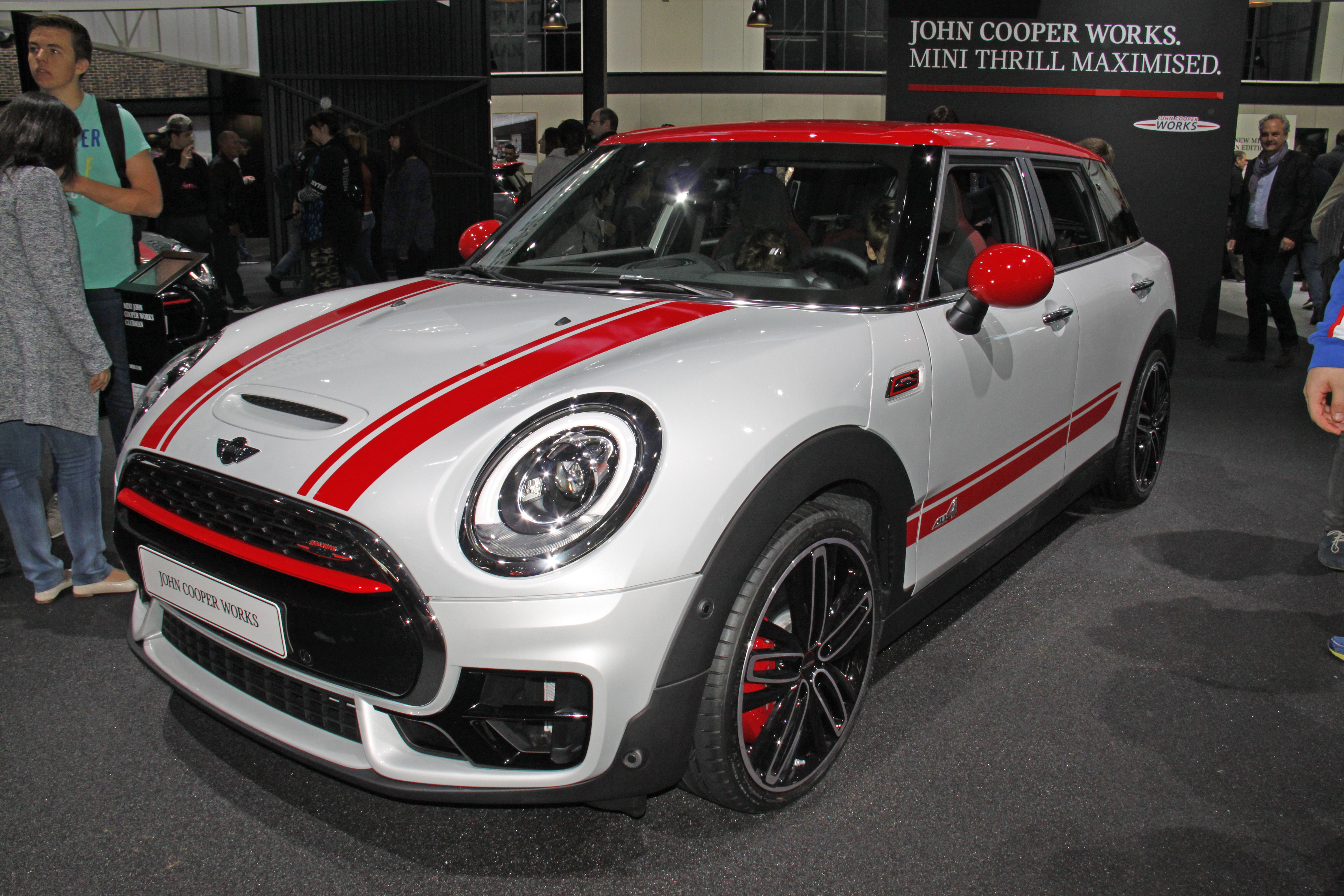

#### Mini John Cooper Works Challenge（2008年－）

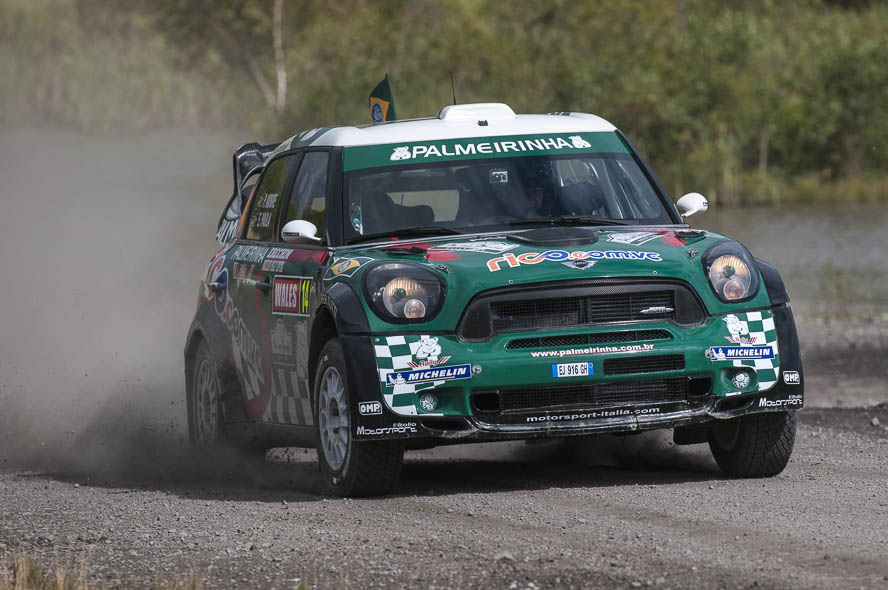

#### Mini E（2009年－）

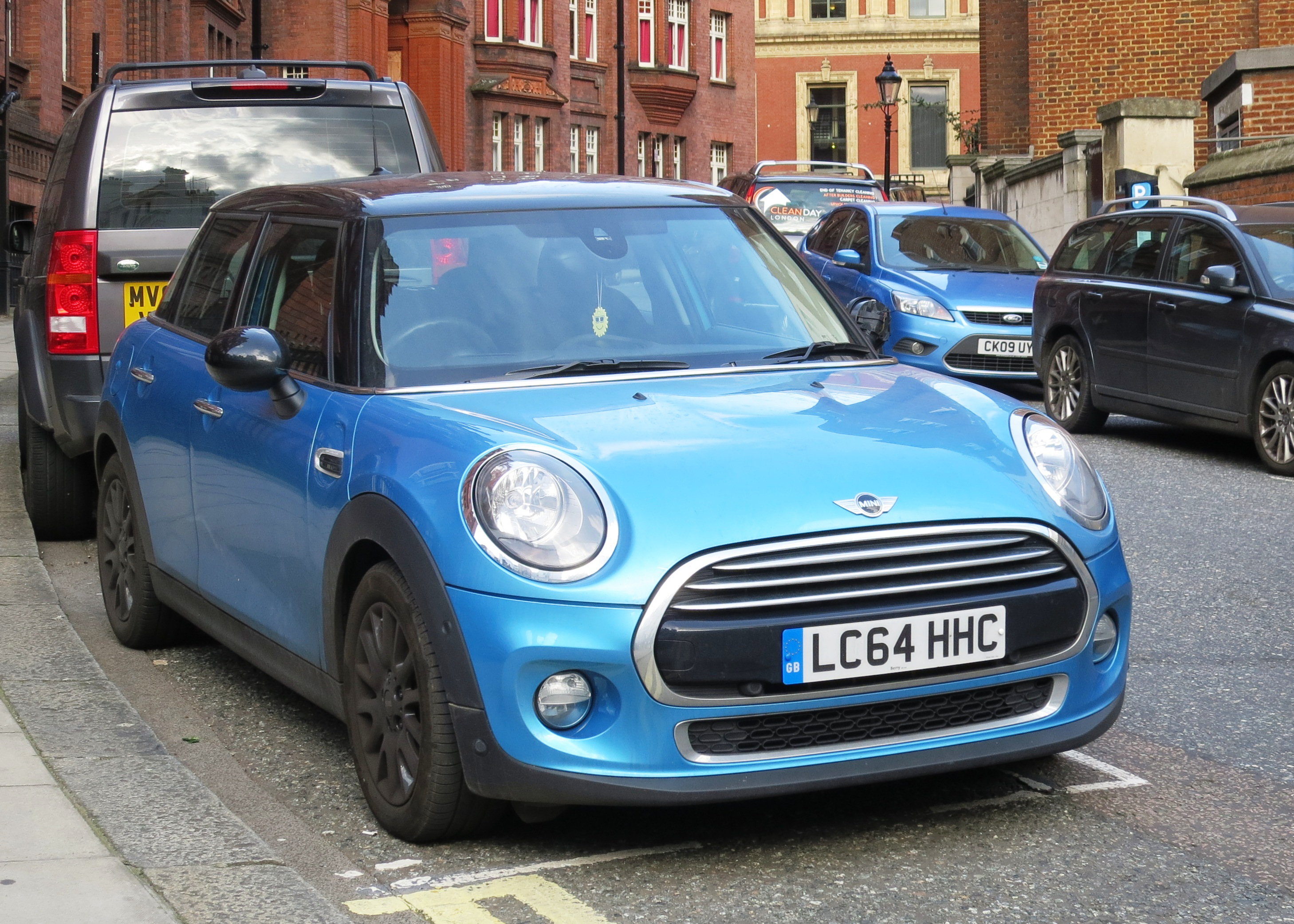

### Mini Aceman

##### 動力
| 型號                | 年份      | 類別                                                               | 馬力、扭力 @ rpm | 變速器                             |
| ------------------- | --------- | ------------------------------------------------------------------ | --- | ---------------------------------- |
| One                 | 2017-     | 1,499 cc（91.5 cu in） I3 turbo                                    | 102 hp（76 kW；103 PS） @ 4400, 180 N·m（133 lb·ft） @ 1250                                                                                             | 6 速棍波、7速雙離合器自手排        |
| Cooper              | 2017–     | 1,499 cc（91.5 cu in） 直三渦輪增壓                                | 134 hp（100 kW；136 PS） @ 4400, 220 N·m（162 lb·ft） @ 1250                                                                                            | 6 速棍波、7速雙離合器自手排        |
| Cooper ALL4         | 2017–     | 1,499 cc（91.5 cu in） 直三渦輪增壓                                | 134 hp（100 kW；136 PS） @ 4400, 220 N·m（162 lb·ft） @ 1250                                                                                            | 6 速棍波、8 前速 Steptronic 自動波 |
| Cooper S            | 2017–     | 1,998 cc（121.9 cu in） 直四渦輪增壓                               | 189 hp（141 kW；192 PS） @ 5000, 281 N·m（207 lb·ft） @ 1250                                                                                            | 6 速棍波、7速雙離合器自手排        |
| Cooper S ALL4       | 2017–     | 1,998 cc（121.9 cu in） 直四渦輪增壓                               | 189 hp（141 kW；192 PS） @ 5000, 281 N·m（207 lb·ft） @ 1250                                                                                            | 6 速棍波、8 前速 Steptronic 自動波 |
| Cooper S E ALL4     | 2017–     | 1,499 cc（91.5 cu in） 直三渦輪增壓 Electric motor (Total system:) | 134 hp（100 kW；136 PS） @ 4400, 220 N·m（162 lb·ft） @ 1250 87 hp（65 kW；88 PS）, 165 N·m（122 lb·ft） 221 hp（165 kW；224 PS）, 385 N·m（284 lb·ft） | 6 前速 Steptronic 自動波           |
| JCW Countryman ALL4 | 2018–2019 | 1,998 cc（121.9 cu in） 直四渦輪增壓                               | 228 hp（170 kW；231 PS） @ 5000, 350 N·m（258 lb·ft） @ 1,750–4,500                                                                                     | 6 速棍波、8 前速自動波             |
| JCW Countryman ALL4 | 2020–     | 1,998 cc（121.9 cu in） 直四渦輪增壓                               | 302 hp（225 kW；306 PS） @ 5,000–6,250, 450 N·m（332 lb·ft） @ 1,750–4,500                                                                              | 6 速棍波、8 前速自動波             |

| 型號           | 年份  | 類別                                 | 馬力、扭力 @ rpm                               | 變速器                             |
| -------------- | ----- | ------------------------------------ | ---------------------------------------------- | ---------------------------------- |
| Cooper D       | 2017– | 1,995 cc（121.7 cu in） 直四渦輪增壓 | 110 kW（148 hp；150 PS）, 330 N·m（243 lb·ft） | 6 速棍波、8 前速 Steptronic 自動波 |
| Cooper D ALL4  | 2017– | 1,995 cc（121.7 cu in） 直四渦輪增壓 | 110 kW（148 hp；150 PS）, 330 N·m（243 lb·ft） | 6 速棍波、8 前速 Steptronic 自動波 |
| Cooper SD      | 2017– | 1,995 cc（121.7 cu in） 直四渦輪增壓 | 140 kW（188 hp；190 PS）, 400 N·m（295 lb·ft） | 8 前速 Steptronic 自動波           |
| Cooper SD ALL4 | 2017– | 1,995 cc（121.7 cu in） 直四渦輪增壓 | 140 kW（188 hp；190 PS）, 400 N·m（295 lb·ft） | 8 前速 Steptronic 自動波           |

| 型號               | 年份  | 馬力、扭力     | 電池度數 (kWh) | 續航力 (WLTP) |
| ------------------ | ----- | -------------- | -------------- | ------------- |
| Cooper SE          | 2022– | 184hp, 27.5kgm | 32.6 kWh       | 234 Km        |
| Countryman SE ALL4 | 2024– | 313hp, 50.4kgm | 66.5 kWh       | 433 Km        |
| Countryman E       | 2025– | 240hp, 33.6kgm | 66.5 kWh       | 462 Km        |

##### 安全
2017年5月，Countryman在歐洲Euro NCAP撞擊測試獲得最高級別的五星評級，當中包括了車內成年乘客的保護度達90%，兒童乘客保護度達83%，當中還有多項測試取得高分。
2024年9月，IIHS公布最新測驗成績Countryman獲得Top Safety Pick評價，當中獲得多項測試高分，主要因為側撞期間，後座乘客的骨盆位置保護不足，可能導致受傷而些許扣分。

## 資料來源
1. 1 2  Reed, Chris. . Croydon: MRP. 1994. ISBN 0-947981-88-8.
2. ↑  . BBC News. 4 April 2007  [21 November 2010]. （原始内容存档于2008-10-11）.
3. ↑  . Car Magazine.   [2 February 2011]. （原始内容存档于2013-10-18）.
4. ↑  . The New York Times. 15 September 2000  [21 November 2010]. （原始内容存档于2006-06-02）.
5. ↑  .   [2022-10-27]. （原始内容存档于2022-10-28）.
6. ↑  .   [2022-10-27]. （原始内容存档于2022-10-27）.
7. ↑  .   [2022-10-27]. （原始内容存档于2022-10-27）.
8. ↑  .   [2024-03-31]. 原始内容存档于2024-03-31.
9. ↑  Reed, Chris. . Orpington: Motor Racing. 2003. ISBN 1-899870-60-1.
10. ↑  Reed, Chris. . Croydon: MRP. 1994. ISBN 0-947981-88-8.
11. ↑  Clausager, Anders. . Bideford, Devon: Bay View Books. 1997. ISBN 1-870979-86-9.
12. ↑  Martin Buckley & Chris Rees. . Hermes House. 2006. ISBN 1-84309-266-2. The BMC Mini, launched in 1959, is Britain's most influential car ever.  It defined a new genre.  Other cars used front-wheel drive and transverse engines before but none in such a small space.
13. ↑  "This Just In: Model T Gets Award" （页面存档备份，存于）, James G. Cobb, The New York Times, December 24, 1999
14. ↑  Strickland, Jonathan. . Auto.howstuffworks.com.   [2010-07-20]. （原始内容存档于2016-03-03）.
15. ↑  Wood, Jonathan. . Breedon Books Publishing. 2005. ISBN 1-85983-449-3.
16. ↑  Nahum, Andrew. . Icon Books. 2004. ISBN 1-84046-640-5.
17. ↑  . BBC. 21 January 1961  [2011-02-19]. （原始内容存档于2021-01-04）.
18. ↑  Michael Sedgwick & Mark Gillies, A-Z of Cars 1945-1970, 1986
19. ↑  Adams, Keith; Ian Nicholls. . AROnline.   [2011-02-19]. （原始内容存档于2011-10-03）.
20. ↑  .   [2011-02-19]. （原始内容存档于2011-08-10）.
21. ↑  黃振源. . TVBS新聞網. 2025-02-07  [2025-02-12]. （原始内容存档于2025-03-24）.
22. ↑  . euroncap.com.   [2018-10-08]. （原始内容存档于2020-10-25）.
23. ↑  葉禮聿 (编). . TVBS新聞網. 2024-09-16  [2025-02-12]. （原始内容存档于2024-12-25）.

## 外部連結
- MINI.com （页面存档备份，存于）